# کینوم
کینوم (به هلندی: Kinnum) یک منطقهٔ مسکونی در هلند است که در ترسخلینگ واقع شده‌است. کینوم ۳۳ نفر جمعیت دارد.